# Mancomunitat de Municipis de la Vall d'Albaida
La Mancomunitat de Municipis de la Vall d'Albaida és una mancomunitat de municipis de la comarca del mateix nom. Aglomera els 34 municipis que conformen la comarca i té 89.625 habitants (2017), en una extensió de 721,60 km². Des del 2015 la mancomunitat era presidida per Vicent Gomar Moscardó, batlle de la Pobla del Duc.
Té competències en hisenda i promoció econòmica; turisme; educació, joventut i esport, benestar social, promoció de la cultura, medi ambient, infraestructures, transport i comunicacions; Unitat de Prevenció Comunitària en Conductes Addictives; santitat i agricultura.
Organitza entre d'altres l'Aplec de Danses de la Vall d'Albaida i des 1993 quasi cada any el Premi de Literatura Eròtica de la Vall d'Albaida.
Els pobles, membres de la mancomunitat, són tots els pobles de la Vall d'Albaida.